# Karo Aviacijos Tiekimo Skyrius
La Karo Aviacijos Tiekimo Skyrius era un'azienda aeronautica lituana con sede a Kaunas, sviluppatrice e fornitrice dell'allora componente aerea della Karinės oro pajėgos (l'esercito lituano), nel periodo interbellico tra le due guerre mondiali.
L'originale struttura, sorta nei pressi dell'aeroporto S. Darius e S. Girėnas di Aleksotas, venne notevolmente modernizzata sotto la guida del colonnello Antanas Gustaitis, che si occupò anche della progettazione una serie di velivoli prodotti in piccola serie con la designazione ANBO (contrazione di Antanas Nori Būti Ore) tra gli anni venti e trenta.

## Produzione
- ANBO-I
- ANBO-II
- NBO-III
- ANBO-IV
- ANBO-41
- ANBO-V
- ANBO-51
- ANBO-VI
- ANBO-VII
- ANBO-VIII